# Remo en los Juegos Olímpicos de Tokio 2020
El remo en los Juegos Olímpicos de Tokio 2020 se realizó en el Canal Sea Forest de Tokio del 23 al 30 de julio de 2021.
En total fueron disputadas en este deporte 14 pruebas diferentes, 7 masculinas y 7 femeninas. El programa de competiciones se modificó en relación con la edición anterior, la prueba masculina de cuatro ligero sin timonel (LM4-) fue sustituida por la prueba femenina de cuatro sin timonel (W4-).

## Medallistas

### Masculino
| Evento                                | Oro | Plata | Bronce |
| ------------------------------------- | --- | --- | --- |
| Scull individual M1X (30 de julio)    | Stéfanos Duskos · Grecia · 6:40,45 | Kjetil Borch · Noruega · 6:41,66 | Damir Martin · Croacia · 6:42,58 |
| Doble scull M2X (28 de julio)         | Hugo Boucheron · Matthieu Androdias · Francia · 6:00,33 | Melvin Twellaar · Stefan Broenink · Países Bajos · 6:00,53 | Liu Zhiyu · Zhang Liang · República Popular China · 6:03,63 |
| Cuatro scull M4X (27 de julio)        | Dirk Uittenbogaard · Abe Wiersma · Tone Wieten · Koen Metsemakers · Países Bajos · 5:32,03                                                                                            | Harry Leask · Angus Groom · Thomas Barras · Jack Beaumont · Reino Unido · 5:33,75 | Jack Cleary · Caleb Antill · Cameron Girdlestone · Luke Letcher · Australia · 5:33,97                                                                                          |
| Dos sin timonel M2- (29 de julio)     | Martin Sinković · Valent Sinković · Croacia · 6:15,29 | Marius Cozmiuc · Ciprian Tudosă · Rumania · 6:16,58 | Frederic Vystavel · Joachim Sutton · Dinamarca · 6:19,88 |
| Cuatro sin timonel M4- (28 de julio)  | Alexander Purnell · Spencer Turrin · Jack Hargreaves · Alexander Hill · Australia · 5:42,76                                                                                           | Mihăiță Țigănescu · Mugurel Semciuc · Ștefan Berariu · Cosmin Pascari · Rumania · 5:43,13                                                                                              | Matteo Castaldo · Matteo Lodo · Giuseppe Vicino · Marco Di Costanzo · Italia · 5:43,60                                                                                         |
| Ocho con timonel M8+ (30 de julio)    | Thomas Mackintosh · Hamish Bond · Thomas Murray · Michael Brake · Daniel Williamson · Phillip Wilson · Shaun Kirkham · Matthew MacDonald · Sam Bosworth (t) · Nueva Zelanda · 5:24,66 | Johannes Weißenfeld · Laurits Follert · Olaf Roggensack · Torben Johannesen · Jakob Schneider · Malte Jakschik · Richard Schmidt · Hannes Ocik · Martin Sauer (t) · Alemania · 5:25,60 | Josh Bugajski · Jacob Dawson · Thomas George · Mohamed Sbihi · Charles Elwes · Oliver Wynne-Griffith · James Rudkin · Thomas Ford · Henry Fieldman (t) · Reino Unido · 5:25,73 |
| Doble scull ligero LM2X (29 de julio) | Fintan McCarthy · Paul O'Donovan · Irlanda · 6:06,43 | Jonathan Rommelmann · Jason Osborne · Alemania · 6:047,29 | Stefano Oppo · Pietro Ruta · Italia · 6:14,30 |

### Femenino
| Evento                                | Oro | Plata | Bronce |
| ------------------------------------- | --- | --- | --- |
| Scull individual W1X (30 de julio)    | Emma Twigg · Nueva Zelanda · 7:13,97 | Hanna Prakatsen · ROC · 7:17,39 | Magdalena Lobnig · Austria · 7:19,72 |
| Doble scull W2X (28 de julio)         | Nicoleta-Ancuța Bodnar · Simona Radiș · Rumania · 6:41,03 | Brooke Donoghue · Hannah Osborne · Nueva Zelanda · 6:44,82 | Roos de Jong · Lisa Scheenaard · Países Bajos · 6:45,73                                                                                               |
| Cuatro scull W4X (27 de julio)        | Chen Yunxia · Zhang Ling · Lyu Yang · Cui Xiaotong · República Popular China · 6:05,13                                                                                              | Agnieszka Kobus · Marta Wieliczko · Maria Sajdak · Katarzyna Zillmann · Polonia · 6:11,36                                                                                   | Ria Thompson · Rowena Meredith · Harriet Hudson · Caitlin Cronin · Australia · 6:12,08                                                                |
| Dos sin timonel W2- (29 de julio)     | Grace Prendergast · Kerri Gowler · Nueva Zelanda · 6:50,19 | Vasilisa Stepanova · Yelena Oriabinskaya · ROC · 6:51,45 | Caileigh Filmer · Hillary Janssens · Canadá · 6:52,10                                                                                                 |
| Cuatro sin timonel W4- (28 de julio)  | Lucy Stephan · Rosemary Popa · Jessica Morrison · Annabelle McIntyre · Australia · 6:15,37                                                                                          | Elisabeth Hogerwerf · Karolien Florijn · Ymkje Clevering · Veronique Meester · Países Bajos · 6:15,71                                                                       | Aifric Keogh · Eimear Lambe · Fiona Murtagh · Emily Hegarty · Irlanda · 6:20,46                                                                       |
| Ocho con timonel W8+ (30 de julio)    | Lisa Roman · Kasia Gruchalla-Wesierski · Christine Roper · Andrea Proske · Susanne Grainger · Madison Mailey · Sydney Payne · Avalon Wasteneys · Kristen Kit (t) · Canadá · 5:59,13 | Ella Greenslade · Emma Dyke · Lucy Spoors · Kelsey Bevan · Grace Prendergast · Kerri Gowler · Elizabeth Ross · Jackie Gowler · Caleb Shepherd (t) · Nueva Zelanda · 6:00,04 | Wang Zifeng · Wang Yuwei · Xu Fei · Miao Tian · Zhang Min · Ju Rui · Li Jingjing · Guo Linlin · Zhang Dechang (t) · República Popular China · 6:01,21 |
| Doble scull ligero LW2X (29 de julio) | Valentina Rodini · Federica Cesarini · Italia · 6:47,54 | Laura Tarantola · Claire Bové · Francia · 6:47,68 | Marieke Keijser · Ilse Paulis · Países Bajos · 6:48,03                                                                                                |

## Medallero
| Núm. | País                    | Oro | Plata | Bronce | Total |
| ---- | ----------------------- | --- | ----- | ------ | ----- |
| 1    | Nueva Zelanda           | 3   | 2     | 0      | 5     |
| 2    | Australia               | 2   | 0     | 2      | 4     |
| 3    | Países Bajos            | 1   | 2     | 2      | 5     |
| 4    | Rumania                 | 1   | 2     | 0      | 3     |
| 5    | Francia                 | 1   | 1     | 0      | 2     |
| 6    | República Popular China | 1   | 0     | 2      | 3     |
| 6    | Italia                  | 1   | 0     | 2      | 3     |
| 8    | Canadá                  | 1   | 0     | 1      | 2     |
| 8    | Croacia                 | 1   | 0     | 1      | 2     |
| 8    | Irlanda                 | 1   | 0     | 1      | 2     |
| 11   | Grecia                  | 1   | 0     | 0      | 1     |
| 12   | Alemania                | 0   | 2     | 0      | 2     |
| 12   | ROC                     | 0   | 2     | 0      | 2     |
| 14   | Reino Unido             | 0   | 1     | 1      | 2     |
| 15   | Noruega                 | 0   | 1     | 0      | 1     |
| 15   | Polonia                 | 0   | 1     | 0      | 1     |
| 17   | Austria                 | 0   | 0     | 1      | 1     |
| 17   | Dinamarca               | 0   | 0     | 1      | 1     |
|      | TOTAL                   | 14  | 14    | 14     | 42    |